# Стрілянина в казанській школі № 175
Стрілянина в казанській школі № 175 — масове вбивство, яке відбулося 11 травня 2021 року в місті Казань, Республіка Татарстан, Російська Федерація. Унаслідок вибуху та стрілянини загинули 9 осіб, 21 госпіталізовано. Передбачуваного нападника було затримано.

## Перебіг подій
За попередньою інформацією, нападників було двоє: одного було вбито на місці, іншого затримано.

## Підозрювані
Один зі стрільців — Ільназ Галявієв, народжений 11 вересня 2001 року, закінчив школу за 4 роки до інциденту, на момент атаки навчався в коледжі. За іншою інформацією був виключений з Університету ТІСБІ, академії управління в Казані, у квітні 2021 року. Вранці у день стрілянини опублікував у соцмережах фото в масці з написом «Сьогодні я вб'ю величезну кількість біовідходів і застрелюся».
Напівавтоматична рушниця Hatsan Escort PS Guard, яку використовував Галяв'єв, офіційно зареєстрована двома тижнями раніше. Він отримав дозвіл на зберігання зброї 28 квітня, за 13 днів до нападу.
Під вартою Галявієв повідомив, що підклав бомбу, однак, за вказаною ним адресою вибухівки не було виявлено.
Під час перебування під вартою Галявієв заявляв, що усвідомив себе як Бог, що почав ще більше усіх ненавидіти. Як виявилося, хлопець з 2017 року перебуває на обліку лікарів з діагнозом пухлина головного мозку.

## Перебіг подій

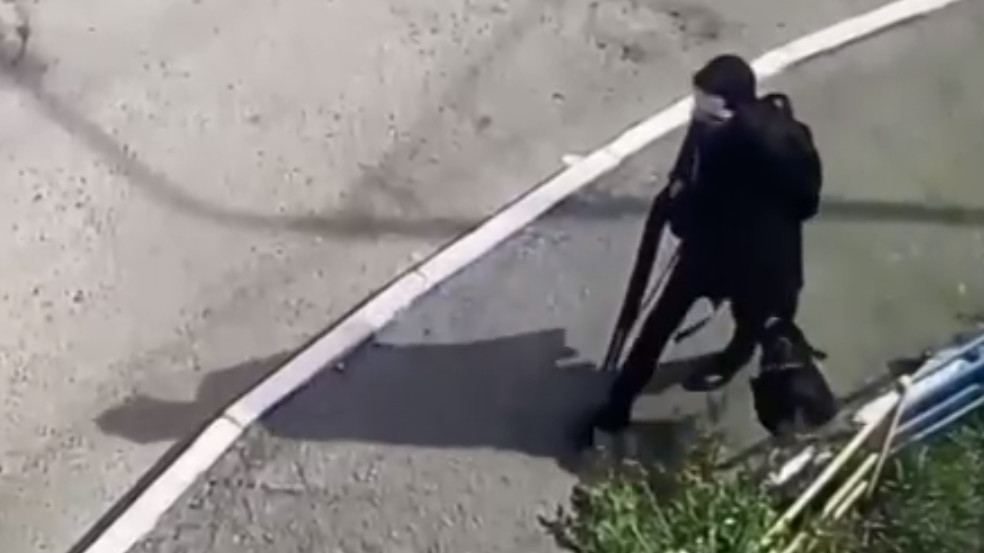
Підозрюваний у скоєнні масового вбивства направляється в гімназію, ранок 11 травня 2021 року

Юнака бачили на вулиці ще до інциденту. Проте ніхто не подзвонив до поліції. О 9:19 Галявієв ввійшов до гімназії. О 9:20 почувся перший постріл. Після чого із закладу почали надходити виклики до поліції. З третього поверху діти стрибали аби врятуватись. Оскільки стрілець дістався туди і вбив учительку англійської мови Ельвіру Ігнатьєву. Після чого встановив саморобний вибуховий пристрій. О 9:34 до гімназії прибули загони Федеральної Служби Безпеки і затримали Галявієва, котрий уже сам здався.

## Загиблі та поранені
За попередніми даними, унаслідок стрілянини щонайменше 9 осіб загинуло, 21 — госпіталізовано.

## Законодавчі ініціативи
Президент РФ Володимир Путін одразу ж поставив уряду РФ завдання посилити закони про володіння зброєю. Василь Піскарьов, голова комітету Думи РФ з безпеки й протидії корупції, заявив, що законопроєкт про посилення обмежень на отримання ліцензії на зброю буде розглянуто 12 травня.
Уповноважений з прав людини Тетяна Москалькова запропонувала підвищити вік отримання зброї до 21 року, така пропозиція також вносилася 2018 року.

## Слідство та суд
Попередня експертиза центру ім. Сербського в липні 2021 року визнала Галявієва неосудним на момент скоєння злочину, проте повторна психолого-психіатрична експертиза (листопад 2021) з урахуванням додаткових матеріалів, висновків деструктологів, підтвердила його осудність. За інформацією слідчих, звинувачений мав захворювання головного мозку, але не перебував на психіатричному обліку.
За даними слідства він почав готуватися до злочину на початку 2021 року під впливом субкультури «колумбайнів», перед нападом попередив про свої плани в телеграм-каналі під назвою «Бог», мав намір «публічно висловити свої винятковість і зверхність». Галявієв мав ліцензію на зберігання зброї, мисливську рушницю придбав законно.
У грудні 2021 року Ільназа Галявієва звинуватили у 5 злочинах: убивство двох і більше осіб, замах на вбивство, незаконне придбання та зберігання зброї, незаконне виготовлення вибухових речовин та умисне знищення чи пошкодження майна. Потерпілими у справі проходило понад 600 осіб. Галявієв повністю визнав свою провину.
Державне обвинувачення вимагало довічного ув'язнення, з якого п'ять років Галявієв має провести у в'язниці, решту — у виправній колонії особливого режиму. Адвокат просив звільнити підсудного від кримінальної відповідальності та направити на лікування.
13 квітня 2023 Верховний суд Татарстану визнав Галявієва винним у вбивстві та замаху на вбивство двох і більше осіб, у тому числі малолітніх, а також у виготовленні та зберіганні вибухівки, та засудив його до довічного позбавлення волі.